# The Way We Live Now
The Way We Live Now è un film del 1970 diretto da Barry Brown.
Primo film di Linda Blair.

## Trama
Nonostante il suo successo, il dirigente pubblicitario Lionel Aldridge di New York è depresso e insoddisfatto. Lascia cosi sua moglie e la famiglia per, avere una serie di disastrose relazioni con altre donne.